# گراینولا (اکلاهما)
گراینولا(به انگلیسی: Grainola) شهری در ایالت اکلاهما کشور ایالات متحده آمریکا است که جمعیت آن در سرشماری سال ۲۰۱۰ میلادی، ۳۱ نفر بوده‌است.